# مارك فروست (لاعب دارت)
مارك فروست (بالإنجليزية: Mark Frost)‏ هو لاعب دارت بريطاني، ولد في 23 أكتوبر 1971 في إنجلترا في المملكة المتحدة.

## وصلات خارجية
- مارك فروست على موقع DartsDatabase.co.uk (الإنجليزية)